# کندر (بیرجند)
کندر روستایی است در دهستان فشارود از توابع بخش مرکزی شهرستان بیرجند، واقع در استان خراسان جنوبی که بر پایه سرشماری عمومی نفوس و مسکن در سال ۱۳۹۵ جمعیت آن ۹۲ نفر (در ۴۰ خانوار) بوده‌است.